# Steel Aréna
La Steel Aréna - Košický štadión Ladislava Trojáka est une salle omnisports située à Košice en Slovaquie.
C'est le domicile du HC Košice évoluant en Extraliga. La Steel Aréna a une capacité de 8 347 places.

## Histoire
En 1868, le Zimný štadión Ladislava Trojáka est inauguré en tant que patinoire artificielle non couverte. Il faudra attendre l'automne 1964 pour qu'un toit soit ajouté à la patinoire. Après des décennies de service, la construction d'une nouvelle salle plus moderne est projetée à Košice, et le dernier match de hockey dans la vieille arène est joué le 29 mars 1996 contre le HC Dukla Trenčín. Pendant ce temps, le club phare de la ville, le HC Košice, joue ses rencontres à domicile dans la Zimný štadión Kavečianska cesta.
Après la reconstruction, la nouvelle Steel Aréna ouvrit ses portes le 24 février 2006, et le HC Košice y joua sa première rencontre le 3 mars face au HKm Zvolen.

## Évènements
- Harlem Globetrotters, 26 février 2008
- Championnat du monde de hockey sur glace 2011
- Championnat du monde de hockey sur glace 2019

## Galerie

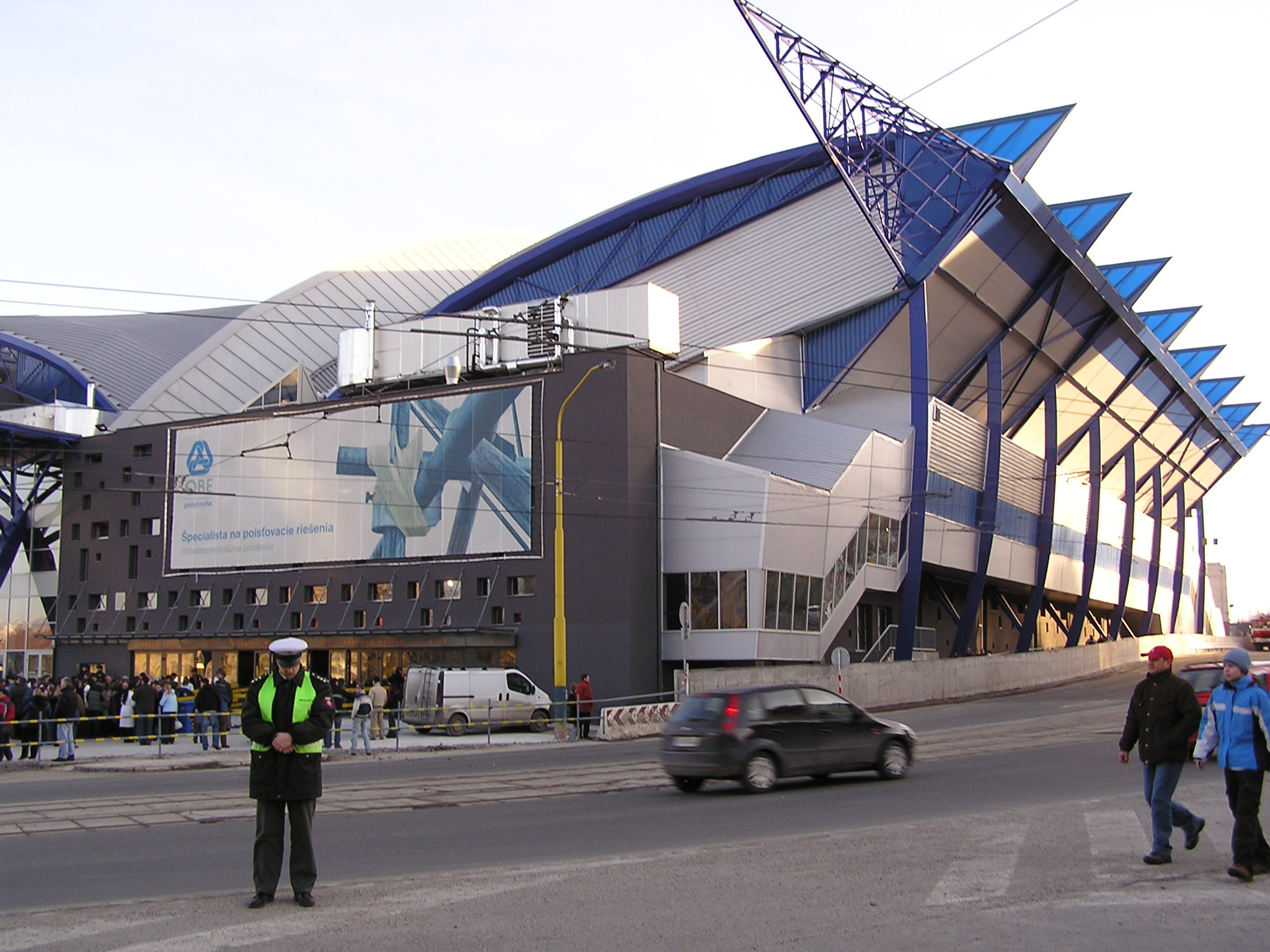
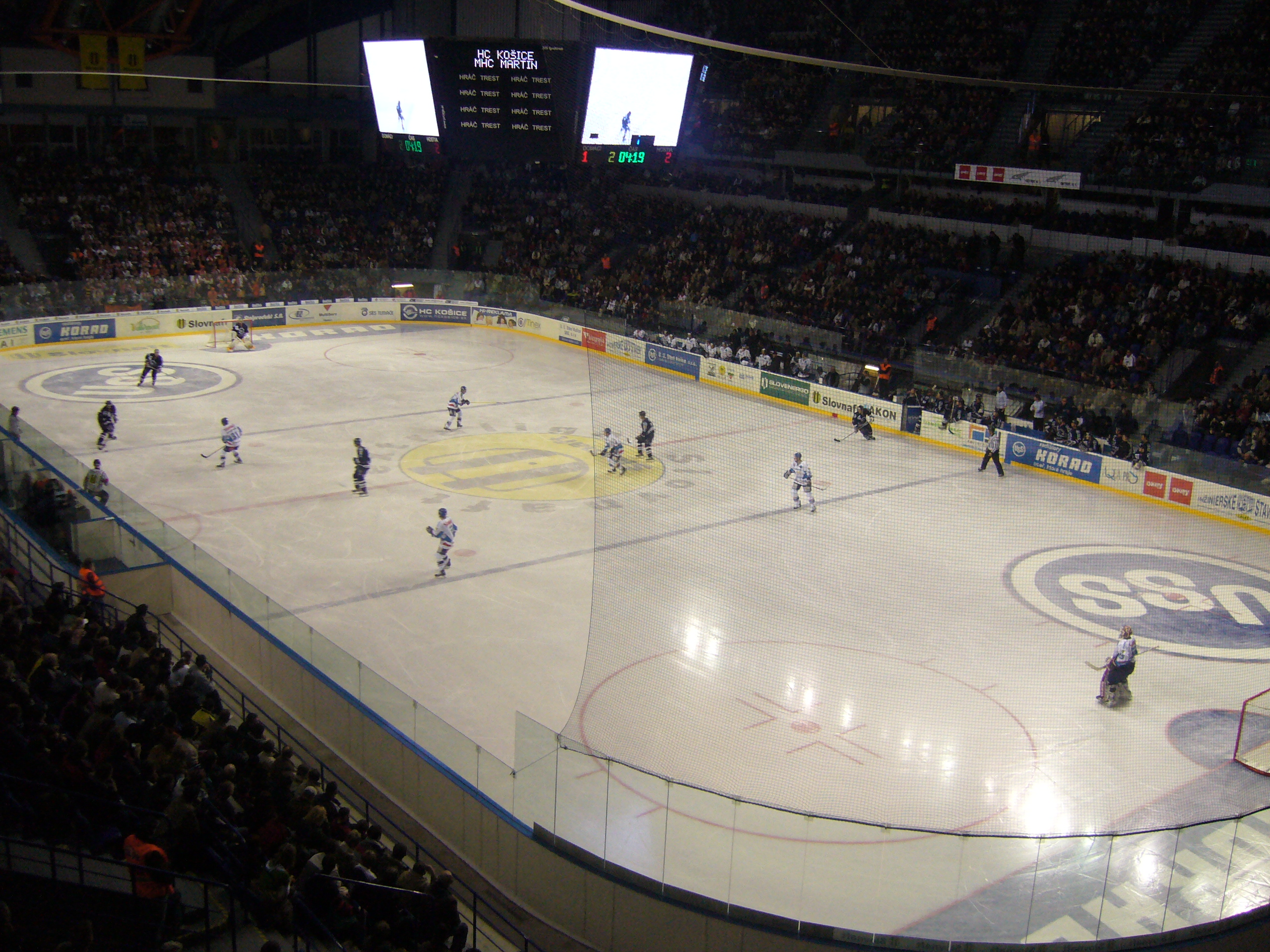
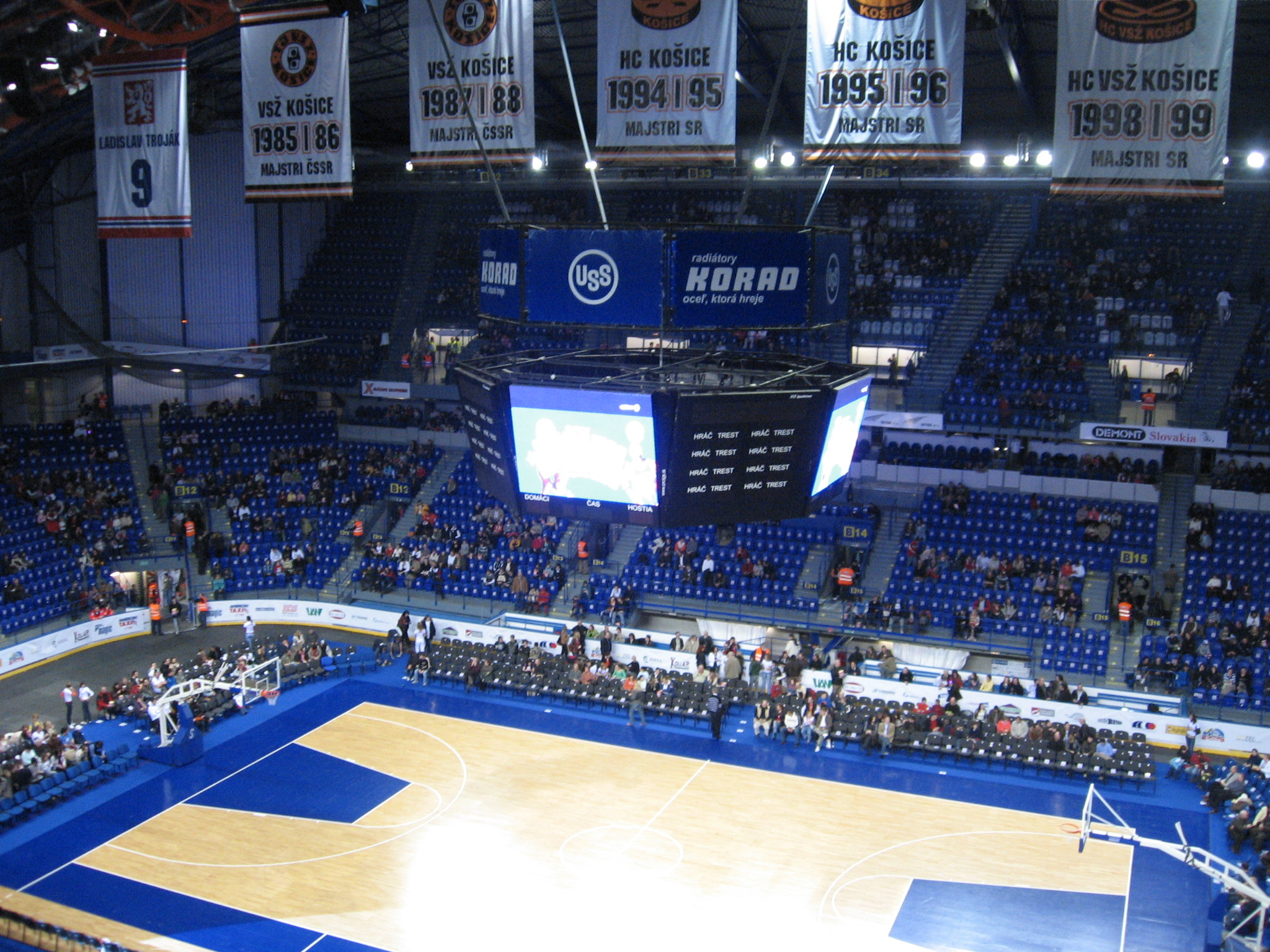